# C8orf86
C8orf86 (англ. Chromosome 8 open reading frame 86) — білок, який кодується однойменним геном, розташованим у людей на 8-й хромосомі. Довжина поліпептидного ланцюга білка становить 223 амінокислот, а молекулярна маса — 24 736.
| 10         |  | 20         |  | 30         |  | 40         |  | 50         |
| ---------- |  | ---------- |  | ---------- |  | ---------- |  | ---------- |
| MRPLGKGLLP |  | AEELIRSNLG |  | VGRSLRDCLS |  | QSGKLAEELG |  | SKRLKPAKFG |
| TEGKERVEQR |  | TERQRTGSSK |  | EPRMQIICRR |  | RWREPPPRLL |  | WGCLMPRAQP |
| LLHVTAYENT |  | GHWERLASVV |  | SSKTQQPTVI |  | SHSSISITFS |  | HYPPATLDSF |
| LVLEPIKLFP |  | VSSLRSPLCL |  | NCGSCRESIR |  | ISGELIGNAH |  | SPAPPRTPEL |
| ETLGWDKQAV |  | LSGAQVILVC |  | AEV        |  |            |  |            |

A: Аланін

C: Цистеїн

D: Аспарагінова кислота

E: Глутамінова кислота

F: Фенілаланін

G: Гліцин

H: Гістидин

I: Ізолейцин

K: Лізин

L: Лейцин

M: Метіонін

N: Аспарагін

P: Пролін

Q: Глутамін

R: Аргінін

S: Серин

T: Треонін

V: Валін

W: Триптофан

Задіяний у такому біологічному процесі, як альтернативний сплайсинг. 